# Deutscher Steuerberaterverband
Der Deutsche Steuerberaterverband e. V. (DStV) vertritt als Spitzenorganisation die Angehörigen der steuerberatenden und wirtschaftsprüfenden Berufe auf nationaler und internationaler Ebene gegenüber Politik, Verwaltung und weiteren Stakeholdern. In seinen 15 Mitgliedsverbänden sind über 36.500 – überwiegend selbstständig in eigener Kanzlei oder Sozietät tätige – Steuerberater, Steuerbevollmächtigte, Wirtschaftsprüfer, vereidigte Buchprüfer, Rechtsanwälte sowie Berufsgesellschaften freiwillig zusammengeschlossen.

## Ziele und Aufgaben
Der DStV vertritt die Interessen seiner Mitgliedsverbände und dessen Mitgliedern besonders in steuer-, berufs- und europarechtlichen Fragen in Deutschland und Europa. Er unterstützt die Verbandsmitglieder durch Informationsangebote, Newsletter und Praxistipps. Die Fachzeitschrift Die Steuerberatung als Verbandsorgan informiert über berufsrelevante Themen. Mit dem Fachberater für vereinbare Tätigkeiten – einem Konzept des DStV und seiner Mitgliedsverbände – können Steuerberater Fachkompetenz in ihrem Spezialgebiet sichtbar machen.
Beim jährlichen Deutschen Steuerberatertag bringt der DStV Kolleginnen und Kollegen und Fachleute aus Politik, Wirtschaft, Wissenschaft und Gerichtsbarkeit zusammen.
In Brüssel unterhält der Deutsche Steuerberaterverband e. V. (DStV) mit der Bundessteuerberaterkammer (BStBK) ein gemeinsames Büro als German Tax Advisers. Zusätzlich entsendet der DStV Vertreter in die europäischen Organisationen European Federation of Accountants and Auditors for SMEs (EFAA) und European Tax Adviser Federation (ETAF).

## Organe
Der DStV konstituiert sich aus der Mitgliederversammlung, dem Vorstand und dem Präsidium. Die Mitgliederversammlung setzt sich aus den Delegierten der Mitgliedsverbände zusammen. Alle Angelegenheiten des Verbandes unterliegen ihrer Beschlussfassung. Dem Vorstand obliegt es, unter Berücksichtigung der Beschlüsse der Mitgliederversammlung, die Tätigkeit des Verbandes zu bestimmen. Er besteht aus je einem Vorstandsmitglied der Mitgliedsverbände.
Die Hauptaufgaben des DStV-Präsidiums sind die Leitung des Verbandes sowie die Ausführung der Beschlüsse der Mitgliederversammlung und des Vorstandes. Der fachlichen Unterstützung sowie als Beratungsgremium in Fragen des Praxisalltags dienen ein Steuerrechts- sowie ein Rechts- und Berufsrechtsausschuss. Darüber hinaus bestehen weitere Arbeitskreise wie zu den Themen Betriebswirtschaftslehre oder IT.
Dem Präsidium des Deutschen Steuerberaterverbands gehören an: Torsten Lüth (Präsident), Christian Böke, Stefan Dreßler, Gero Hagemeister, Carsten Nicklaus, Marcus Tuschen und Frank Urich. 
Das Deutsche Steuerberaterinstitut e. V. (DStI), Fachinstitut des DStV, wird ebenfalls von einem Präsidium geleitet. Dem Präsidium des DStI gehören an: Torsten Lüth (Präsident), Frank Urich und Michael Weidenfeller.

## Mitgliedsverbände
In den 15 Mitgliedsverbänden des DStV sind überwiegend selbstständig in eigener Kanzlei oder Sozietät tätige Steuerberater, Steuerbevollmächtigte, Wirtschaftsprüfer, vereidigte Buchprüfer sowie Berufsgesellschaften freiwillig zusammengeschlossen. Mitgliedsverbände des Deutschen Steuerberaterverbands sind:
| Mitgliedsverband                                                                                   | Sitz                   | Präsident/Präsidentin  |
| -------------------------------------------------------------------------------------------------- | ---------------------- | ---------------------- |
| Landesverband der steuerberatenden und wirtschaftsprüfenden Berufe Baden-Württemberg e. V.         | Stuttgart              | Hans-Joachim Oettinger |
| Landesverband der steuerberatenden und wirtschaftsprüfenden Berufe in Bayern e. V.                 | München                | Stefan Dreßler         |
| Steuerberaterverband Berlin-Brandenburg e. V.                                                      | Berlin                 | Markus Deutsch         |
| Steuerberaterverband im Lande Bremen e. V.                                                         | Bremen                 | Ralf Heitkamp          |
| Steuerberaterverband Düsseldorf e. V.                                                              | Düsseldorf             | Carsten Nicklaus       |
| Steuerberaterverband Hamburg e. V.                                                                 | Hamburg                | Andreas Schneier       |
| Steuerberaterverband Hessen e. V.                                                                  | Frankfurt am Main      | Frank Urich            |
| Steuerberater-Verband e. V. Köln                                                                   | Köln                   | Gero Hagemeister       |
| Steuerberaterverband Mecklenburg-Vorpommern e. V.                                                  | Rostock                | Torsten Lüth           |
| Steuerberaterverband Niedersachsen Sachsen-Anhalt e. V.                                            | Hannover und Magdeburg | Christian Böke         |
| Steuerberaterverband Rheinland-Pfalz e. V.                                                         | Mainz                  | Christian Rech         |
| Steuerberaterverband Sachsen e. V., Verband der steuerberatenden und wirtschaftsprüfenden Berufe   | Dresden                | Hans-Joachim Kraatz    |
| Steuerberaterverband Schleswig-Holstein e. V., Verband der steuer- und wirtschaftsprüfenden Berufe | Kiel                   | Lars-Michael Lanbin    |
| Steuerberaterverband Thüringen e. V.                                                               | Erfurt                 | Sebastian Zeng         |
| Steuerberaterverband Westfalen-Lippe e. V.                                                         | Münster                | Marcus Tuschen         |

## Geschäftsstelle, Brüsseler Büro und Fachausschüsse

### Geschäftsstelle
Die Geschäftsstelle des DStV hat ihren Sitz im Haus der Verbände in Berlin-Mitte. Der Geschäftsführung des DStV gehören an: Norman Peters (Hauptgeschäftsführer) und Sylvia Mein (Geschäftsführerin). Die Geschäftsstelle unterteilt sich in die Abteilungen Steuerrecht, Berufs- und Europarecht, Veranstaltungen, Sekretariate und Interne Dienste.

### German Tax Advisers
Anfang des Jahres 2019 vereinbarten der DStV und die Bundessteuerberaterkammer, ihre Kräfte bei der Vertretung der Interessen des Berufsstands gegenüber den Institutionen der Europäischen Union zu bündeln und künftig in Brüssel unter der Bezeichnung German Tax Advisers gemeinsam aufzutreten. In diesem Zusammenhang bezogen der DStV und die BStBK im Februar 2020 im Wege einer Bürogemeinschaft Räumlichkeiten in der Rue de Montoyer 25 inmitten von Brüssels Europaviertel.

### Fachausschüsse
Der Rechts- und Berufsrechtsausschuss befasst sich mit den Entwicklungen der ordnungspolitischen Rahmenbedingungen des steuerberatenden Berufes. Der Steuerrechtsausschuss begleitet aktuelle Gesetzgebungs- und Verwaltungsvorhaben und erarbeitet für das Präsidium fachliche Expertisen und Stellungnahmen an den Gesetzgeber, die Finanzverwaltung sowie an die Gerichtsbarkeit. Beide Ausschüsse erarbeiten Leitfäden und Arbeitshilfen für die Praxis. Mitglieder des DStV Präsidiums und der DStV Geschäftsführung treffen sich mit Vertretern der BStBK im Koordinierungskreis Europa zur Abstimmung der Europaarbeit in Brüssel.

## Verbandspositionen

### Steuerrecht
Der DStV verfolgt das Ziel, die rechtlichen und wirtschaftlichen Rahmenbedingungen für Steuerpflichtige und Berufsträger zu verbessern, um Deutschland als attraktiven Wirtschaftsstandort zu gestalten. Dabei legt der DStV Wert auf die Einhaltung der Gleichmäßigkeit der Besteuerung und ein systematisch nachvollziehbares, praktikables Steuerrecht. Ebenso fördern Rechtssicherheit und Verlässlichkeit des Rechts das obige Ziel.
Gerade ein einfaches, verständliches Steuerrecht sorgt aus Sicht des DStV für größeres Verständnis und mehr Akzeptanz des Steuerpflichtigen, Abgabenlasten zu tragen. Zugleich verringert es die Haftungsrisiken für den Berufsstand. Der Abbau unnötigen bürokratischen Aufwands erleichtert für alle Verfahrensbeteiligten – Steuerpflichtige, steuerliche Berater und Finanzverwaltung – ein kooperatives und faires Besteuerungsverfahren.
Ebenso bedeutsam für die Attraktivität des Wirtschaftsstandorts Deutschland ist die Stärkung von kleinen und mittleren Unternehmen (KMU). Gerade KMU sind es, die Innovation betreiben, neue Märkte erschließen und damit Arbeitsplätze schaffen. Dringend erforderliches Wirtschaftswachstum in Deutschland wird vor allem durch die Entlastung der KMU erreicht. Einen weiteren Beitrag würde der Abbau von im Ausland unbekannten Regelungen, wie z. B. der deutschen Gewerbesteuer leisten. Bestehende Investitionshemmnisse würden abgebaut.
Diese Grundüberzeugungen spiegeln sich erkennbar im Engagement des DStV wider. Sei es etwa zu Fragen der Modernisierung des Besteuerungsverfahrens, zur Grundsteuer, zu den Themen Kassengesetz oder Anzeigepflicht für Steuergestaltungen. Sie sind für den DStV die Leitlinien in Gesprächen mit den maßgeblichen Entscheidungsträgern aus Politik und Finanzverwaltung oder in seiner Funktion als Sachverständiger bei Hearings im Finanzausschuss des Deutschen Bundestags.

### Berufsrecht
Das Berufsbild der Steuerberater wird permanent vielschichtiger und komplexer. Das Aufgabengebiet der Berufsangehörigen erstreckt sich heute von der Buchhaltung über die Erstellung von Steuererklärungen und Jahresabschlüssen bis hin zur betriebswirtschaftlichen und strategischen Beratung von Unternehmen. Für seine Mandanten ist der Steuerberater häufig erster Ansprechpartner und engster Vertrauter zugleich.
Der DStV ist regelmäßig Gesprächspartner für Politik, Wirtschaft und Verwaltung, wenn es um die Beurteilung aktueller berufspolitischer Entwicklungen und rechtlicher Fragestellungen etwa im Bereich des Berufszugangs und der Berufsausübung der steuerberatenden und prüfenden Berufe geht.
Der DStV setzt sich dafür ein, dass die herausgehobene Stellung der steuerberatenden und prüfenden Berufe im rechtsstaatlichen Gefüge sowie die Vielschichtigkeit und Komplexität bei der Berufsausübung von einem praxisgerechten Rahmen berufsrechtlich flankiert werden. Dies gilt etwa für die besondere gesetzliche Stellung des Steuerberaters als unabhängiges Organ der Steuerrechtspflege. Daneben kommt bereits aus Gründen des Verbraucherschutzes der herausgehobenen Qualität der Berufsausübung durch permanente fachliche Fortbildung der Berufsträger und ihrer Mitarbeiter in den Kanzleien eine besondere Bedeutung zu. Gleiches gilt für den gesetzlich normierten Schutz des Berufsgeheimnisses als Ausdruck der besonderen Vertrauensstellung, von Steuerberatern und Wirtschaftsprüfern zu ihren Mandanten.
Zur Unterstützung bei der Berufsausübung stellt der DStV den Berufsangehörigen auch zahlreiche Informationen und Arbeitshilfen für die Praxis zur Verfügung, wie Hinweise zum Datenschutz oder Musterverfahrensdokumentation zum Ersetzenden Scannen.

### Europarecht
Der Einfluss europäischer Politik und Gesetzgebung auf das Berufsbild und die Beratungspraxis von Steuerberater und Steuerberaterinnen nimmt stetig zu. Bei der anstehenden Umsetzung der EU-Hinweisgeberrichtlinie (Schutz von Whistleblowern) befürchtet der DStV eine Aufweichung der Verschwiegenheitspflichten von Steuerberatern und Wirtschaftsprüfern gegenüber steuerlich beratenden Rechtsanwälten. Rechtsanwälte und Ärzte sind als Berufsgeheimnisträger nach der neuen Richtlinie weiterhin geschützt.
Seit 2018 betreibt die EU-Kommission ein Vertragsverletzungsverfahren gegen die Bundesrepublik Deutschland. Streitgegenstand sind die Vorbehaltsaufgaben im Steuerberatungsgesetz, die von der EU-Kommission als „inkohärent“ und „unverhältnismäßig“ bewertet werden. Sie ist weiter der Meinung, dass die Vorbehaltsaufgaben des steuerberatenden Berufs nicht so kompliziert seien, dass sie nur von Spezialisten wie Steuerberatern ausgeführt werden können. Der DStV bewertet die Sichtweise der EU-Kommission als „einseitig“, schließlich sei der steuerberatende Beruf komplex und müsse hohen Qualitätsansprüchen und Erwartungen an den Verbraucherschutz Rechnung tragen.

## Fortbildungen

### Deutsches Steuerberaterinstitut e. V. (DStI)
Das Deutsche Steuerberaterinstitut e. V. (DStI) ist das Fachinstitut des DStV. Das DStI ist Veranstalter des Deutschen Steuerberatertags, der Seminarreihe Prüfungswesen und der Aus- und Fortbildung von DStV-Fachberatern. Daneben bietet es ein breites Spektrum an die gesamte Steuerberaterkanzlei unterstützenden Serviceverträgen.

### Fachberater (DStV e. V.)
Das Fachberater-Konzept wurde aufgrund der Zunahme der Komplexität wirtschaftlicher Vorgänge sowie einer gestiegenen Nachfrage nach spezialisierter Beratung vom DStV e. V. eingeführt. Folgende Spezialisierungen werden angeboten: Unternehmensnachfolge, Restrukturierung und Unternehmensplanung, Testamentsvollstreckung und Nachlassverwaltung, Controlling und Finanzwirtschaft, Vermögens- und Finanzplanung, Gesundheitswesen, Mediation, Rating, internationale Rechnungslegung und Gemeinnützigkeit. Das DStI bietet seit dem Jahr 2006 Lehrgänge zum DStV-Fachberater sowie Fachberater-Pflichtfortbildungen an. Das DStI ist der Anbieter mit der größten Auswahl an DStV-Fachberater-Lehrgängen. Es bietet inzwischen sieben verschiedene Spezialisierungen an. Um DStV-Fachberater zu werden, muss ein vom DStV akkreditierter Lehrgang mit 120 Zeitstunden besucht werden. Das DStI bietet Lehrgänge in verschiedenen Lernformaten an: Klassische Präsenz-Lehrgänge, reine Online-Lehrgänge und Blended-Learning-Lehrgänge, die die beiden Lernformen miteinander kombinieren. Zum Lehrgang gehören zwei Klausuren mit insgesamt 270 Minuten. Die Lehrgangsorte der einzelnen Spezialisierungen wechseln jährlich. DStV-Fachberater kann nur werden, wer ausreichend Praxiserfahrung nachweist. Der Umfang der nachzuweisenden Praxiserfahrung hängt von der Dauer der Tätigkeit als Steuerberater ab. Wer mindestens drei Jahre ununterbrochen als Steuerberater gearbeitet hat, muss zwei persönlich bearbeitete Fälle nachweisen. Wer weniger als drei Jahre durchgängig als Steuerberater gearbeitet hat, muss fünf persönlich bearbeitete Fälle nachweisen. Die persönliche Bearbeitung setzt nicht zwingend voraus, dass alle Vorgänge auch durch den Bearbeiter gezeichnet wurden. In diesem Fall muss der Kanzleiinhaber bestätigen, dass die aufgeführten Fälle persönlich bearbeitet wurden. Der Antrag auf Anerkennung als DStV-Fachberater ist beim DStV zu stellen und unterliegt keiner Frist. Ab dem auf das Lehrgangsende folgenden Jahr muss eine vom DStV akkreditierte Pflichtfortbildung im Umfang von zehn Stunden pro Jahr absolviert werden. Diese muss bei der Antragstellung lückenlos nachgewiesen werden. Für die Weiterführung des DStV-Fachberaters ist jährlich eine zehnstündige Pflichtfortbildung zu absolvieren und nachzuweisen. Das jeweilige Seminar muss vom DStV als Fachberater-Pflichtfortbildung anerkannt sein. Die Anerkennung ist Aufgabe des Veranstalters und sollte bei diesem nachgefragt werden.

### DStI-Seminarreihe Prüfungswesen
Ziel der Seminarreihe „Prüfungswesen“ ist die Vermittlung aktueller Neuerungen im Bereich der Abschlussprüfung und der handelsrechtlichen Rechnungslegung. Im Vordergrund der Veranstaltungsreihe steht die Darstellung und Erörterung aktueller und praxisrelevanter Aspekte aus der Abschlussprüfung für kleine und mittelständische Praxen. Die Reihe gewährleistet eine kontinuierliche, aktuelle und praxisnahe Fortbildung im wirtschaftlichen Prüfungswesen.

### DStV-Qualitätssiegel
Das DStV-Qualitätssiegel soll es Kanzleien ermöglichen, mit einem vertretbaren organisatorischen Aufwand den Nachweis darüber zu erbringen, dass die Kanzlei einem einheitlichen hohen Qualitätsstandard genügt. Gleichzeitig gibt die Vorbereitung auf das DStV-Qualitätssiegel die Gelegenheit, Verbesserungspotentiale zu erkennen und Abläufe zu straffen.

### TeleTax
Die TeleTax GmbH ist ein Tochterunternehmen des DStV und seiner Mitgliedsverbände. Gegründet 2001 bietet sie seither Online-Fortbildung für Steuerberater und deren Mitarbeitern an. Das Fortbildungsangebot umfasst steuerrechtliche, arbeits- und sozialversicherungsrechtliche sowie betriebswirtschaftliche Themen.

## Publikationen
Die Fachzeitschrift Die Steuerberatung ist die Hauspublikation des DStV. Die monatlich erscheinende Zeitschrift informiert über Gesetzesänderungen im Steuer-, Berufs- und Wirtschaftsrecht. Zusätzlich gibt sie den Mitgliedern einen Einblick in die Aktivitäten des Verbands am Standort der Geschäftsstelle in Berlin, dem Büro in Brüssel und den 15 Mitgliedsverbänden.

## Deutscher Steuerberatertag
Der Deutsche Steuerberatertag ist die Jahreskonferenz des Deutschen Steuerberaterverbandes. Behandelt werden die dringendsten steuer- und wirtschaftspolitischen Fragen unserer Zeit. Im Fokus stehen die Chancen und Schwierigkeiten der aktuellen wirtschaftlichen Rahmenbedingungen, die Folgen für die Steuerpolitik und die Zukunft der Freien Berufe.

## Mitgliedschaften
Der DStV versteht sich als Gesprächspartner von Politik, Verwaltung und anderen Organisationen in steuer-, berufs- und wirtschaftsrechtlichen Fragen. Er ist Ansprechpartner für alle, die das politische und wirtschaftliche Umfeld des Berufsstandes und seiner Mandanten gestalten. Auf nationaler Ebene ist der DStV in folgenden Netzwerken Mitglied:
- Bundesverband der Freien Berufe (BFB)
- Deutsche Gesellschaft für Verbandsmanagement (DGVM)
- Europäische Bewegung Deutschland (EBD)
- Deutscher Juristentag
- Gesellschaft für Gesetzgebung
- Deutsche Steuerjuristische Gesellschaft
- Umsatzsteuerforum[28]
- Berliner Steuergespräche[29]
- IFA Deutsche Vereinigung für internationales Steuerrecht[30]

Auf europäischer Ebene ist der Deutsche Steuerberaterverband Mitglied in den beiden Berufsorganisationen:
- European Federation of Accountants and Auditors for SMEs (EFAA)
- European Tax Adviser Federation (ETAF)

## Geschichte
Der DStV wurde durch Zusammenschluss von regionalen Verbänden und Vereinen der steuerberatenden Berufsträger in der Bundesrepublik Deutschland und Berlin (West) am 22. April 1975 in Bonn gegründet.
1989 erfolgte die Gründung des Deutschen Steuerberaterinstituts e. V. (DStI). Das Fachinstitut des DStV und widmet sich der praxisnahen wissenschaftlichen Bearbeitung von Fragen in Zusammenhang mit der Tätigkeit als Steuerberater.
Zu Jahresbeginn 1990 wurde durch den DStV ein Arbeitsstab „DDR-Kontakte“ ins Leben gerufen, dem Vertreter verschiedener regionaler Steuerberaterverbände angehörten. Seine Aufgabe bestand vor allem darin, die vielfältigen Maßnahmen zum Aufbau des Steuerberaterberufs und dessen Organisationen in der damaligen DDR zu koordinieren. Die Arbeit dieses Arbeitsstabs und die intensive Pflege von Kontakten zu den ostdeutschen Berufskollegen mündeten schließlich in die Gründung der ersten Berufsverbände in der DDR.
Präsidenten des DStV seit der Gründung waren:
- 2021– heute Torsten Lüth[33]
- 2013–2021 Harald Elster (Ehrenpräsident)
- 2009–2013 Hans-Christoph Seewald
- 1990–2009  Jürgen Pinne †  (Ehrenpräsident)
- 1975–1990 Dieter Krüger †

Hauptgeschäftsführer des DStV seit der Gründung waren:
- 2019 – heute Norman Peters
- 1991–2019 Axel Pestke
- 1976–1991 Heinz Bachmann †

Mit dem Deutschen Steuerberaterverband verbundene Personen:
- Bert Kaminski, Schriftleiter der Verbandszeitschrift „Die Steuerberatung“ (Stbg)
- Georg Crezelius †, Mitglied im Fachberaterausschuss des DStV[34]